# Adrián Ripa
Adrián Ripa Cruz (Épila, 12 agosto 1985) è un ex calciatore spagnolo, di ruolo difensore.

## Carriera
Ha giocato nella seconda divisione spagnola.